# 盖迪
盖迪（義大利語：Ghedi），是意大利布雷西亚省的一个市镇。总面积60平方公里，人口18398人，人口密度306.6人/平方公里（2009年）。国家统计（ISTAT）代码为017078。